# Cantonul Tournon-sur-Rhône
Cantonul Tournon-sur-Rhône este un canton din arondismentul Tournon-sur-Rhône, departamentul Ardèche, regiunea Rhône-Alpes, Franța.

## Comune
- Arras-sur-Rhône
- Boucieu-le-Roi
- Cheminas
- Colombier-le-Jeune
- Eclassan
- Étables
- Glun
- Lemps
- Mauves
- Ozon
- Plats
- Saint-Barthélemy-le-Plain
- Saint-Jean-de-Muzols
- Sarras
- Sécheras
- Tournon-sur-Rhône (reședință)
- Vion